# 나주시 (선거구)
나주시는 대한민국의 옛 국회의원 선거구이다. 당시 전라남도 나주시 지역을 관할했다.

## 역사
1995년 1월, 나주시와 나주군이 통합되면서 통합 나주시가 출범했다. 이에 제15대 국회의원 선거를 앞두고 나주시·나주군 선거구가 개편되면서 신설되었다.
제17대 국회의원 선거를 앞두고 선거구가 개편되면서 화순군과 함께 나주시·화순군 선거구를 이루게 됨에 따라 폐지되었다.

## 역대 국회의원
| 선거   | 정당 | 정당           | 의원   |
| ------ | ---- | -------------- | ------ |
| 1996년 |      | 새정치국민회의 | 정호선 |
| 2000년 |      | 새천년민주당   | 배기운 |

## 역대 선거 결과

### 대한민국 제15대 국회의원 선거
|  | 51.88% |

|  | 34.59% |

|  | 12.35% |

|  | 1.16% |

### 대한민국 제16대 국회의원 선거
|  | 50.55% |

|  | 29.43% |

|  | 18.37% |

|  | 1.64% |